# François de Montmorency-Bouteville

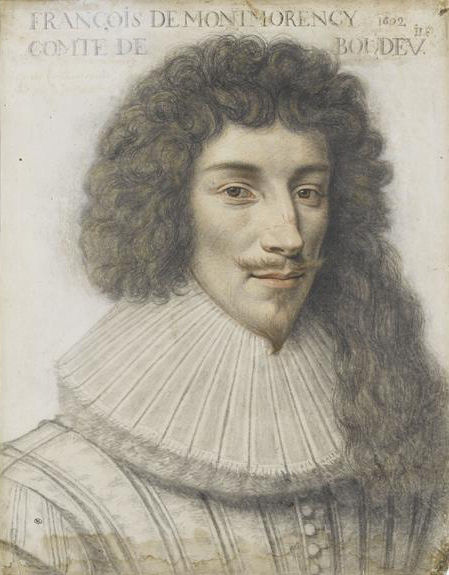
Porträt François’ de Montmorency von Daniel Dumonstier

François de Montmorency (* 1600; † 22. Juni 1627 in Paris), Seigneur von Bouteville und Graf von Luxe, bailli und Gouverneur von Senlis, war ein französischer Adliger, der für seine häufigen Duelle berüchtigt war und deswegen zum Tode verurteilt und hingerichtet wurde. 

## Leben
François war der Sohn des Louis de Montmorency († 1615), Seigneur von Bouteville und Precy, Vizeadmiral von Frankreich, und der Charlotte Catherine de Luxe, aus der Linie Fosseux der Adelsfamilie Montmorency. Er war der Vater des berühmten Marschalls von Luxemburg und der Herzogin von Châtillon, die während der Fronde eine wichtige Rolle gespielt hat.
1616 wurde er nach dem frühen Tod seines älteren Bruders Henri de Montmorency-Bouteville (1597–1616) souveräner Graf von Luxe und Gouverneur von Senlis. In den Feldzügen gegen die Hugenotten zeichnete er sich 1621 und 1622 bei der Belagerung von Saint-Jean-d’Angély,  der Belagerung von Montauban, der Belagerung von Royan und der Belagerung von Montpellier aus.
François de Montmorency galt als hochfahrend, stolz und aufbrausend und war daher trotz des geltenden Duellverbots in zahlreiche Zweikämpfe verwickelt. Angeblich soll er in einem einzigen Jahr mehr als vierzig, nach anderen Quellen zweiundzwanzig tödliche Duelle ausgefochten haben.
1625 tötete er den Marquis de Portes im Duell, am 25. März 1626 den Comte de Thorigny. Nachdem er 1627 den Baron de la Frette im Duell verwundet hatte, floh er nach Brüssel, um dem Zorn Ludwigs XIII. zu entgehen. Obwohl sich hochgestellte Persönlichkeiten, sogar die Statthalterin Isabella Clara Eugenia, für ihn verwendeten, weigerte sich der König, ihm zu verzeihen. Erzürnt schwor Montmorency-Bouteville daraufhin, sich mitten in Paris am helllichten Tag zu schlagen, obwohl Kardinal Richelieu durch ein Edikt vom 2. Juni 1626 das Duell unter Todesstrafe gestellt hatte.
Das Duell fand am 12. Mai 1627 auf der damaligen Place Royale in Paris statt. François de Montmorency kämpfte unentschieden gegen seinen Gegner Guy d’Harcourt, Comte de Beuvron. Ihre Sekundanten, François de Rosmadec, Comte de Chapelles (ein Cousin de Montmorencys), und Henri de Clermont-d’Amboise, Marquis de Bussy-d’Amboise, kämpften ebenfalls miteinander. Bussy-d’Amboise wurde dabei tödlich verwundet. Während d’Harcourt nach England fliehen konnte, wurden Montmorency und Rosmadec verhaftet, zum Tode verurteilt und trotz der Gnadengesuche zahlreicher Adliger am 22. Juni 1627 auf Befehl Richelieus auf der Place de Grève enthauptet.
Duelle waren, obwohl als Kapitalverbrechen verboten, seinerzeit an der Tagesordnung. Sie wurden aber nur selten verfolgt und geahndet; meist reichte es aus, wenn die überlebenden Duellanten sich nach dem Duell ruhig verhielten, bis die Angelegenheit vergessen war. Montmorency-Bouteville war aber nicht nur ein notorischer Heißsporn und Duellant; seine Hinrichtung, die damals in Paris hohe Wellen schlug, war vor allem eine königliche Machtdemonstration. In einer Zeit ständiger Machtkämpfe zwischen König und Adel, die später ihren Höhepunkt und ihr Ende in der Fronde fanden, wollten Richelieu und Ludwig XIII. die bewusste Provokation durch de Montmorency nicht hinnehmen und zeigen, dass selbst der hohe und höchste Adel nicht unantastbar war und sich dem Gesetz des Königs unterzuordnen hatte. 
François de Montmorency heiratete am 17. März 1617 Elisabeth Angélique de Vienne, mit der er folgende Kinder hatte:
- Marie Louise († 1684); verheiratet mit Dominique d’Etampes, Marquis de Valencey
- Elisabeth Angélique (* 1627; † 1695)
- François-Henri (* 1628; † 1695)